# A. R. Rahman
Allah Rakha Rahman (nato A. S. Dileep Kumar; Chennai, 6 gennaio 1967) è un musicista e compositore indiano di colonne sonore cinematografiche.
Per il film The Millionaire (2008) ha vinto l'Oscar alla migliore colonna sonora, l'Oscar per la migliore canzone intitolata Jai Ho e il Golden Globe per la migliore colonna sonora originale.
Ha scritto anche le musiche del musical Bombay Dreams andato in scena per la prima volta a Londra nel 2002 e successivamente nel 2004 a New York.
È anche coautore assieme a Craig Armstrong della colonna sonora di Elizabeth: The Golden Age.
Dal 2011 è un componente del supergruppo SuperHeavy. È stato anche compositore della colonna sonora del film Amore, cucina e curry.

## Filmografia parziale
- Rangeela, regia di Ram Gopal Varma (1995)
- Fire, regia di Deepa Mehta (1996)
- Dil Se, regia di Mani Ratnam (1998)
- Earth, regia di Deepa Mehta (1998)
- Taal, regia di Subhash Ghai (1999)
- Lagaan - C'era una volta in India (Lagaan), regia di Ashutosh Gowariker  (2001)
- Saathiya, regia di Shaad Ali (2002)
- Una luce dal passato (Swades, स्वदेश), regia di Ashutosh Gowariker (2004)
- Yuva, regia di Mani Ratnam (2004)
- Water - Il coraggio di amare (Water), regia di Deepa Mehta (2005)
- The Rising, regia di Ketan Mehta (2005)
- Rang De Basanti, regia di Rakeysh Omprakash Mehra (2006)
- Elizabeth: The Golden Age, regia di Shekhar Kapur (2007)
- La sposa dell'imperatore (Jodhaa-Akbar), regia di Ashutosh Gowariker (2008)
- Jaane Tu Ya Jaane Na, regia di Abbas Tyrewala (2008)
- The Millionaire (Slumdog Millionaire), regia di Danny Boyle (2008)
- L'isola delle coppie (Couples Retreat), regia di Peter Billingsley (2009)
- Blue, regia di Anthony D'Souza (2009)
- 127 ore (127 Hours), regia di Danny Boyle (2010)
- Jhootha Hi Sahi, regia di Abbas Tyrewala (2010)
- Jab Tak Hai Jaan, regia di Yash Chopra (2012)
- Una famiglia all'improvviso (People Like Us), regia di Alex Kurtzman (2012)
- Highway (हाईवे), regia di Imtiaz Ali (2014)
- Million Dollar Arm, regia di Craig Gillespie (2014)
- Kochadaiyaan (கோச்சடையான்), regia di Soundarya R. Ashwin (2014)
- Amore, cucina e curry (The Hundread-Foot Journey), regia di Lasse Hallström (2014)
- Pelé, regia di Jeff Zimbalist e Michael Zimbalist (2016)
- Kaatru Veliyidai regia di Mani Ratnam (2017)
- Il palazzo del Viceré (Viceroy's House), regia di Gurinder Chadha (2017)
- Blinded by the Light - Travolto dalla musica (Blinded by the Light), regia di Gurinder Chadha (2019)

## Singoli
- 2019 - Ahimsa, con gli U2[4]